# 増田彩乃
増田 彩乃（ますだ あやの、2003年〈平成15年〉5月26日 - ）は、日本のタレント、モデル、アイドル。女性アイドルグループであるCUTIE STREETのメンバー。愛知県出身。LUV所属。

## 経歴
2020年12月、『女子高生ミスコン2020』にてSNOW賞を受賞。2021年、JCミスコン・女子高生ミスコンの2020年度ファイナリスト15人により構成されたアイドルグループ「A♡Z」のメンバーとして芸能界デビュー。
2022年5月30日、アイドルグループ「Lapilaz」のメンバーとなる。
2023年7月8日に卒業。
2024年7月30日、アソビシステムのアイドルプロジェクトKAWAII LAB.より、「CUTIE STREET」のメンバーとしてデビュー。メンバーカラーは青色。

## 人物
特技は歌、運動。趣味は音楽を聴くこと。

## 出演

### Web
- FINALIST（2020年11月26日 - 2021年1月11日、YouTube） - 女子高生ミスコン2020ファイナリストとして[7]
- 今日、好きになりました。 第35・37・42弾（2021年5月10日 - 6月7日・7月26日 - 9月6日・2022年2月21日 - 3月28日、ABEMA）

### MV
- YOAKE「で?」（2021年）
- 都識「世界一の君へ」（2023年）

### モデル
- webマガジン「思春期録」専属モデル（2022年3月 - 2024年3月）
- Avail 広告モデル（2023年）
- SPINNS 広告モデル（2024年）

### イベント
- TGC teen
  - TGC teen 2021 Winter（2021年11月3日）[8]
  - TGC teen 2022 Fukuoka（2022年5月8日）[9]
  - TGC teen 2022 Osaka（2022年8月11日）[10]
  - TGC teen 2022 Tokyo supported by Up-T（2022年11月13日）
  - TGC teen ICHINOSEKI 2023（2023年5月27日）
  - TGC teen Summer 2023（2023年8月4日）
  - TGC teen 2023 Winter（2023年11月12日）[11]
  - TGC teen ICHINOSEKI 2024（2024年6月1日）[12]
- 関西コレクション
  - EXIA Presents KANSAI COLLECTION 2022 SPRING＆SUMMER（2022年3月1日）[13]
  - EXIA Presents KANSAI COLLECTION 2022 AUTUMN ＆ WINTER（2022年8月4日）[14]
- 超十代
  - 超超十代－ULTRA TEENS FES－2022＠TOKYO（2022年3月31日）[15]
- 東京ガールズコレクション(TGC)
  - oomiya presents TGC WAKAYAMA 2023 by TOKYO GIRLS COLLECTION（2023年2月11日）
  - oomiya presents TGC WAKAYAMA 2024 by TOKYO GIRLS COLLECTION（2024年2月3日）[16]
- 青春祭 by 今日、好きになりました。（2024年3月27日）[17]